# Decauville-Uferbefestigung

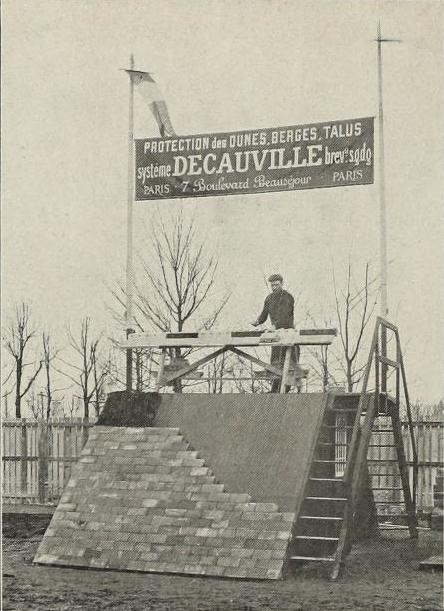
Die Cuirasse Decauville wurde vom 18. bis zum 24. März 1908 zum ersten Mal im Champ de Mars ausgestellt.

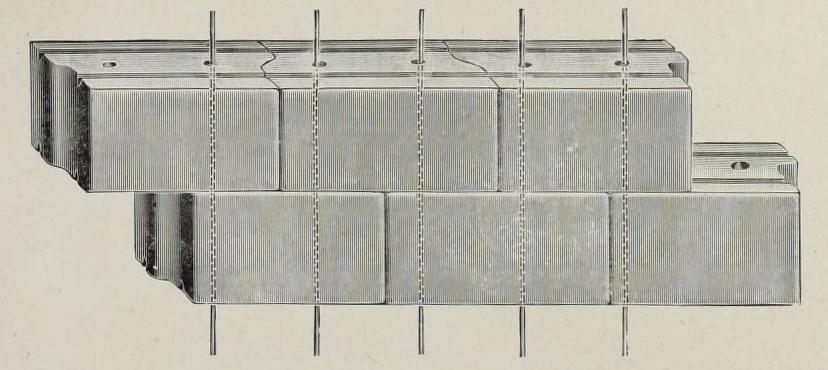
Die Lochziegel wurden mit einer Klaviatur auf Drahtseile aufgefädelt

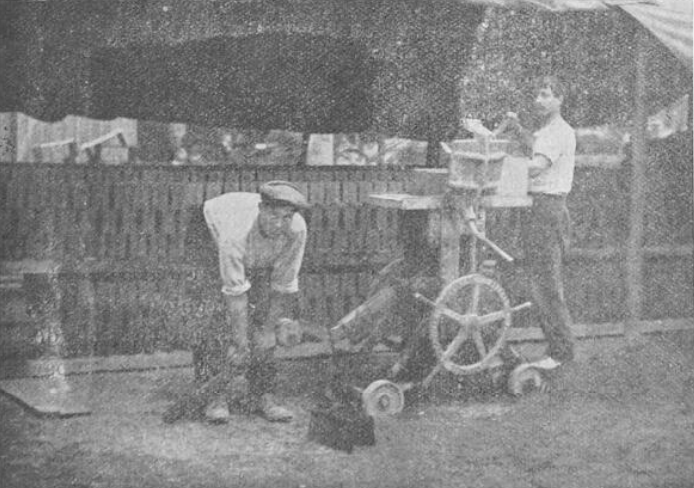
Decauville-Brikettpresse

Die Decauville-Uferbefestigung (französisch La Cuirasse Decauville) war ein von Paul Decauville erfundenes System zum Ufer- und Böschungsschutz, bei dem vor Ort gepresste, prismatische Betonziegel, die mittig zwei Durchgangslöcher hatten, mit einer Klaviatur genannten Vorrichtung auf  verzinkte Drähte aufgezogen wurden.

## System
Die patentierte Küsten- und Uferbefestigung bestand aus einer 85 Millimeter dicken flexiblen Pflasterung aus Betonziegeln, die mit verzinkten Stahldrähten zusammengehalten wurden und auf einer vorbereiteten Böschung mit unterschiedlicher Neigung angebracht wurden. Die Ziegel wurden auf der Baustelle mit Hilfe einer kleinen, aus Stahl hergestellten Brikettpresse hergestellt, die 475 Kilogramm wog, auf vier Rädern transportierbar war und einen Druck von 20 Tonnen auf die beiden Ziegel eines jeden Formlings ausübte.
Jeder Ziegelstein war an der Vorderseite 260 Millimeter und an der Rückseite 210 Millimeter lang, 135 Millimeter breit und 85 Millimeter dick und wog etwa 5 Kilogramm. Er war mit zwei großen Löchern mit einem Durchmesser von 18 Millimetern versehen, durch die drei Millimeter dicke Drähte aus verzinktem Stahl geführt wurden. Die oben und unten angebrachten Rillen ermöglichten es, bei der Verlegung eine Dichtung für den Schutz von feinem Sand einzufügen.
Die Herstellung der Ziegel erfolgte mit einer Mischung aus 300 Kilogramm Portlandzement pro Kubikmeter sowie körnigem, silikatischem und gut gewaschenem Sand, der mit so wenig Wasser wie möglich gut durchgeknetet wurde. Eine Gruppe von vier Arbeitern, zwei an der Presse und zwei beim Mischen, konnte an einem 10-Stunden-Tag etwa 700 bis 800 Ziegelsteine herstellen. Die Ziegel wurden mit einer Zange, die wie ein Waffeleisen aussah, aus der Presse genommen und in Reihen auf dem Boden abgelegt, die drei Ebenen hoch sein konnten. Am Tag nach der Herstellung wurden sie in ein Wasserbad gelegt, um die Hydratation zu vervollständigen, was sie härter machte. Ein fünfter Arbeiter wurde mit dieser Arbeit beschäftigt, die ziemlich langwierig ist. Die Ziegel konnten erst drei Wochen nach ihrer Herstellung verlegt werden. Daher mussten auf jeder Baustelle ausreichend große Abdeckungen vorhanden sein, damit die Ziegel vor ihrer Verwendung aushärten konnten.
Das gesamte System beruhte auf einem Kabel aus verzinktem Stahl, das den drei- oder vieradrigen Kabeln ähnelte, die auch zum Abspannen der Masten von Stromleitungen verwendet wurden, und an dem die Drähte befestigt wurden, die entsprechend der zu schützenden Böschung geneigt sind und die Lochziegel aufnahmen. Die Befestigung erfolgte sehr schnell mithilfe von Spezialwerkzeugen und so, dass die Drähte entlang des Kabels verlaufen können. Wenn der Boden auf die gewünschte Neigung vorbereitet war, wurde das Grundkabel entweder mit Holzpflöcken, Eisenstiften oder auf einem Fundament aus Zweigen am Fuß befestigt, dann wurden die drei Millimeter dicken Stahldrähte an diesem Grundkabel befestigt.

## Weltweite Anwendungen

### Erste Anwendungsfälle

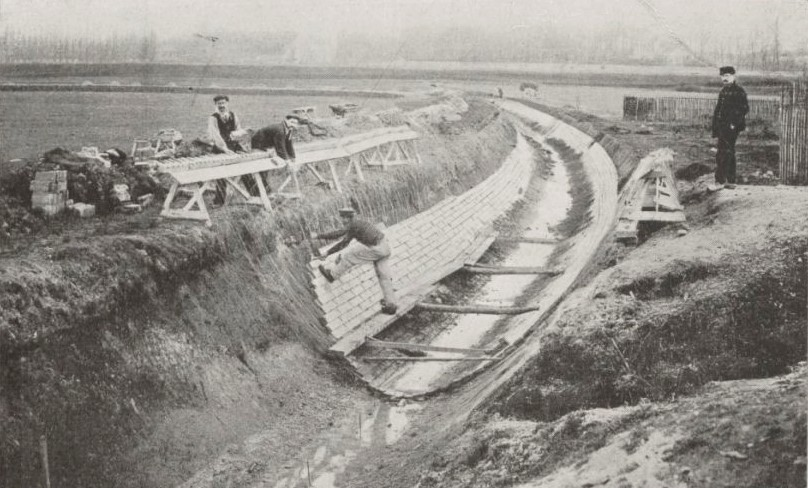
Flussbegradigung in Longwy-sur-le-Doubs in Frankreich

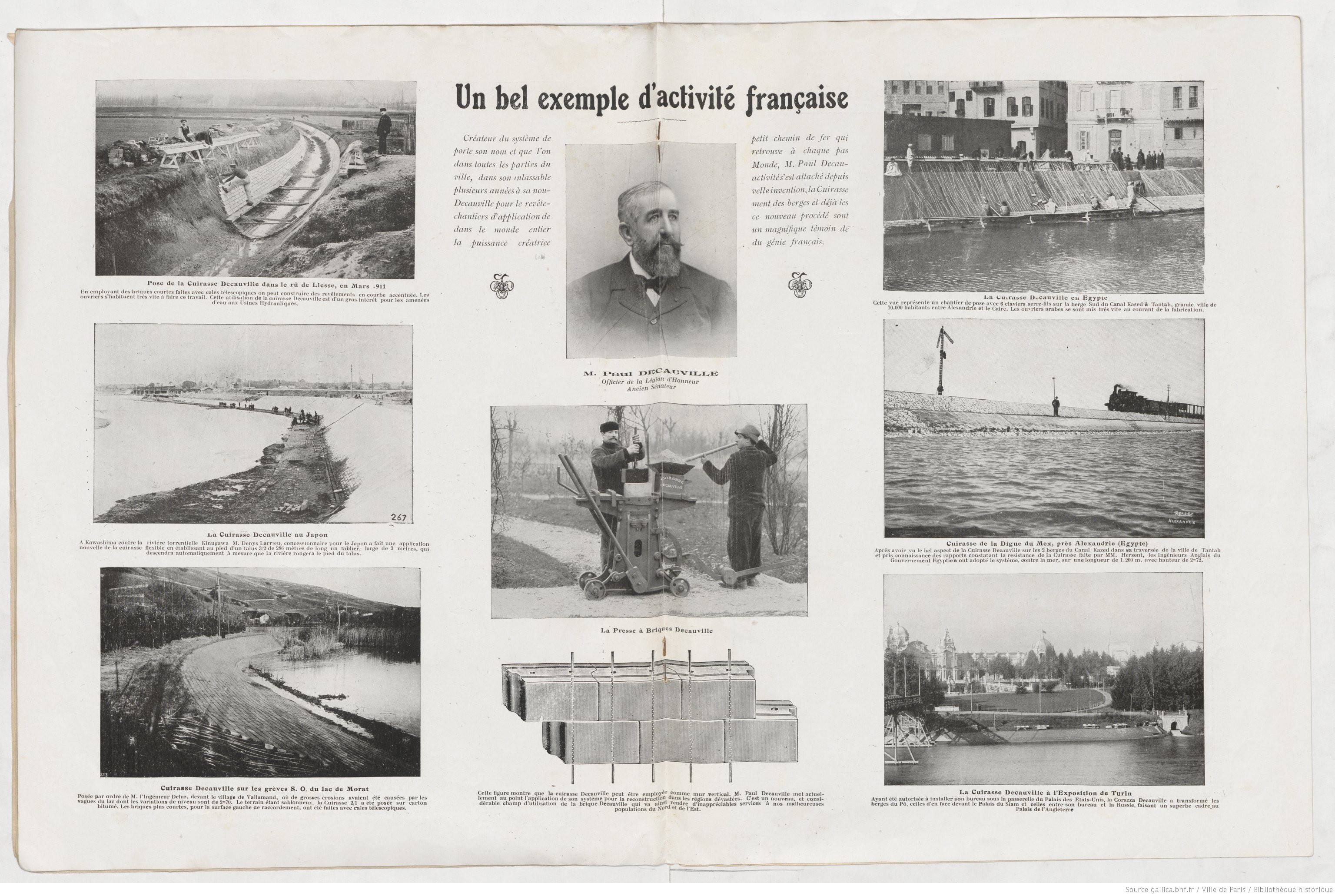
Erste Anwendungsbeispiele

Einer der ersten Anwendungsfälle war im März 1911 bei der Flussbegradigung entlang der Rue de la Lisse in Longwy-sur-le-Doubs in Frankreich. Durch die Verwendung von kurzen Ziegeln konnte die Uferbefestigung in einer scharfen Kurve gebaut werden. Die Arbeiter gewöhnten sich sehr schnell an diese Arbeit. Diese Verwendung der Decauville-Uferbefestigung war von großem Interesse für die Wasserversorgung der Wasserwerke.
In Japan wurde eine Decauville-Uferbefestigung in Kinugawa Onsen, einem Stadtteil von Nikkō in der Präfektur Tochigi, am Ufer des reißenden Kinu-Flusses (鬼怒川, Kinu-gawa) verlegt. Denys Larrieu, der Konzessionär für Japan, setzte eine 286 Meter lange und 3 Meter breite flexible Uferbefestigung am Fuß einer 3:2-Böschung ein, die sich automatisch immer weiter absenkte, je mehr der Fluss am Fuß der Befestigung nagte.
In der Schweiz ließ das Eidgenössische Bauinspektorat 1911 zwei Teilverbauungen mit diesem System ausführen: eine an der Zulg, einem stark geschiebeführenden Wildbach bei Steffisburg, und eine an der Aare unterhalb der Stadt Thun. Um 1913 wurden drei weitere Schutzbauten im Broyetal errichtet: eine am Fossé Neuf, einem Nebenfluss der Petite Glâne, eine an der Broyé bei Corcelles und die dritte am Ufer des Murtensees bei Salavaux in Vallamand. Am Murtensee, dessen Wasserstand um 2,70 Meter schwankt, verursachten die Wellen des Sees große Erosionen. Da der Boden sandig war, wurde die Cuirasse mit einer Steigung von 2:1 auf Teerpappe verlegt. Die kürzeren Steine für die linke Anschlussfläche wurden mit Teleskopkeilen hergestellt. Die Kaimauern des Hafens von Yverdon waren im unteren Teil durch eine Decauville-Uferbefestigung geschützt, die 0,50 m über dem Hochwasser lag. Im oberen Teil wurden Treppen eingerichtet, um die Zugänglichkeit zwischen den Docks und den Schiffen zu erleichtern.
In Ägypten wurden die Decauville-Ziegel am Südufer des Kazed-Kanals in Tanta verlegt, einer Stadt im Nildelta zwischen Alexandria und Kairo. Die arabischen Bauarbeiter machten sich sehr schnell mit der Herstellung vertraut. Nachdem die englischen Ingenieure der ägyptischen Regierung das schöne Aussehen der Decauville-Uferbefestigung an beiden Ufern des Kazed-Kanals bei der Durchquerung der Stadt Tanta gesehen und die von den Herren Hersent erstellten Berichte über die Widerstandsfähigkeit der Uferbefestigung zur Kenntnis genommen hatten, setzten englische Ingenieure das System auf einer Länge von 1200 Meter und einer Höhe von 2,72 Meter am Deich von El Max bei Alexandria ein.
Zur Weltausstellung Turin 1911 wurde eine sogenannte Corazza Decauville an beiden Seiten des Flusses Po unter der Fußgängerbrücke des Ausstellungspavillons der Vereinigten Staaten und am gegenüberliegenden Ufer vor den Pavillons von Siam und England errichtet.

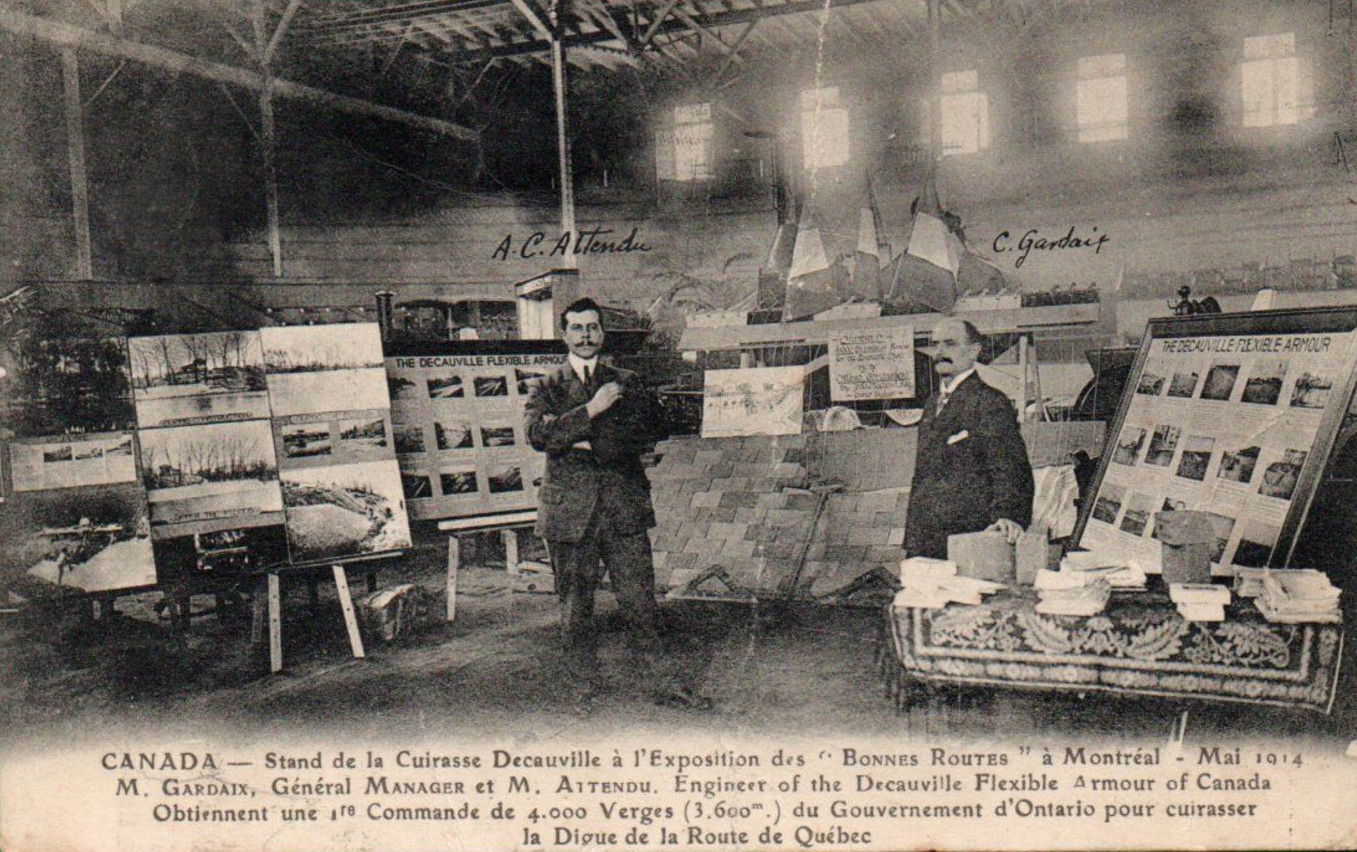
Messestand bei der Ausstellung der 'Guten Straßen' in Montreal, Mai 1914

Anfang 1914 erhielten M. Gardaix, General Manager, und M. Aitendu, der Ingenieur der Decauville-Uferbefestigung von der Regierung von Ontario einen ersten Auftrag über 3.600 m (4.000 Verge), um den Damm einer Straße nach Quebec zu befestigen, was sie im Mai 1914 auf einem Messestand bei der Ausstellung der 'Guten Straßen' in Montreal verlautbarten.
Als der Erste Weltkrieg ausbrach, waren fünf Decauville-Pressen am Tigris-Ufer entlang der Bagdad-Bahn im Einsatz sowie weitere in Belgien, Russland, Serbien, Rumänien, Bulgarien und wohl auch in Japan, Chile und Algerien.

### Weitere Anwendungsfälle in Frankreich

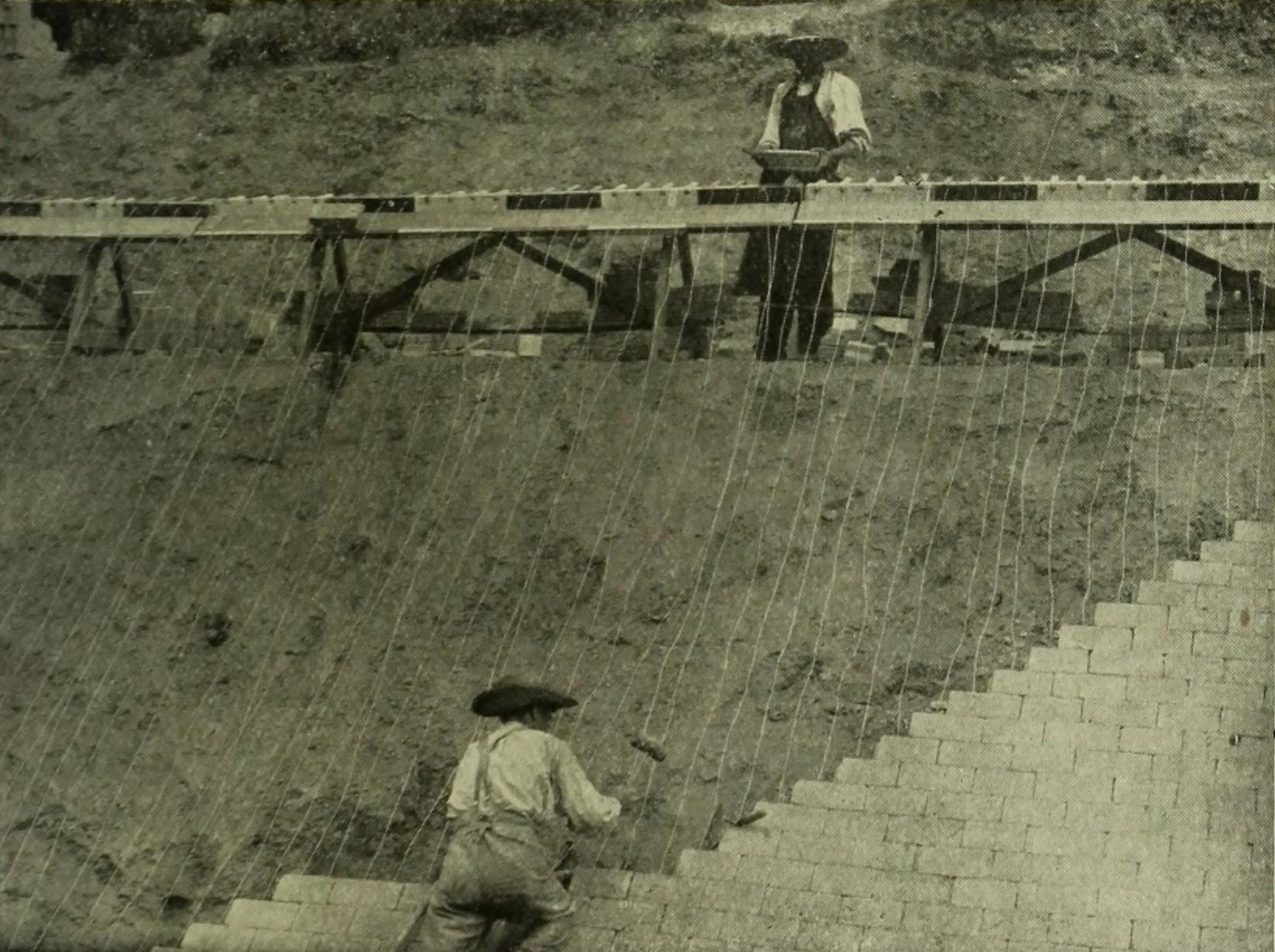
Schutz der Seine-Uferböschung von Asnieres, bei der Pont de Clichy

- Pointe de Grave auf der Halbinsel Médoc in der Gironde: 650 Quadratmeter für die Marine
- Küstendüne von Soulac an der Gironde: 2800 Meter für die Generaldirektion für Forstwirtschaft
- Canal de la Sensée im Département Pas-de-Calais: 625 Meter Uferlänge
- Île des Ravageurs in der Seine bei Asnières-sur-Seine: 1600 Quadratmeter
- Canal de la Marne au Rhin: 200 Meter für die Instandsetzung der Böschungen des Port Saint-Sébastien in Nancy
- Berges de l' Yonne bei Auxerre, 1200 Meter mit vier Metern Höhe und zwei Metern unter Wasser
- Abwasserentsorgung der Stadt Paris, 800 Meter, für die Dämme des Fond-de-Vaux-Reservoirs
- Bewässerungskanäle für die Rieselfelder von Méry-sur-Oise: 2000 Quadratmeter für den Abwasserdienst der Stadt Paris
- Ufer der Oise in Gouvieux und Pont-Sainte-Maxence: 800 Meter, um einen Kai mit eingebauten Treppen zu bilden
- Étang de Barbery bei Senlis im Département Oise: 200 Meter
- Dünen von Nacqueville bei Cherbourg im Département Manche, 2100 Meter[7]

### Niedergang

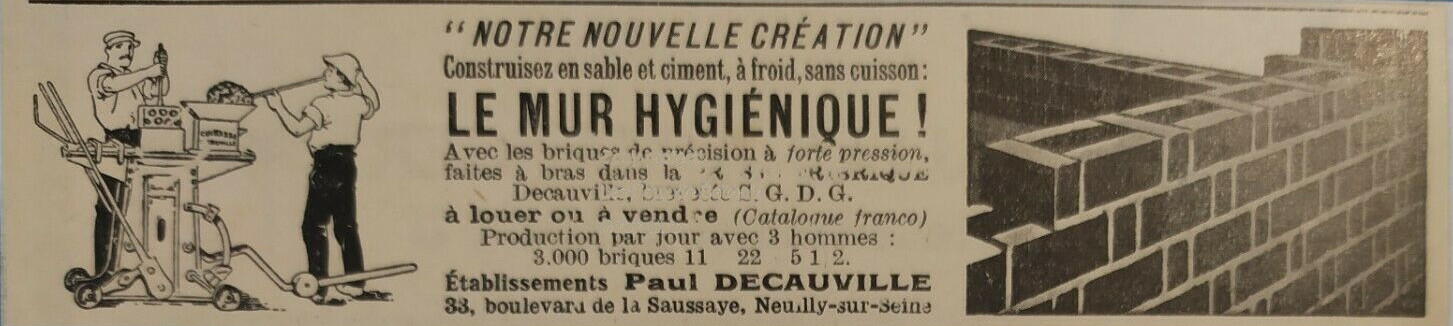
Vermarktung der Pressen um 1922

Die Pressen wurden noch bis mindestens 1922 vermarktet. In der Nachkriegszeit des Ersten Weltkriegs gerieten sie aber für Uferbefestigungen außer Gebrauch, als immer mehr Formsteine industriell hergestellt wurden, anstatt sie vor Ort auf der Baustelle zu formen.

## Literatur

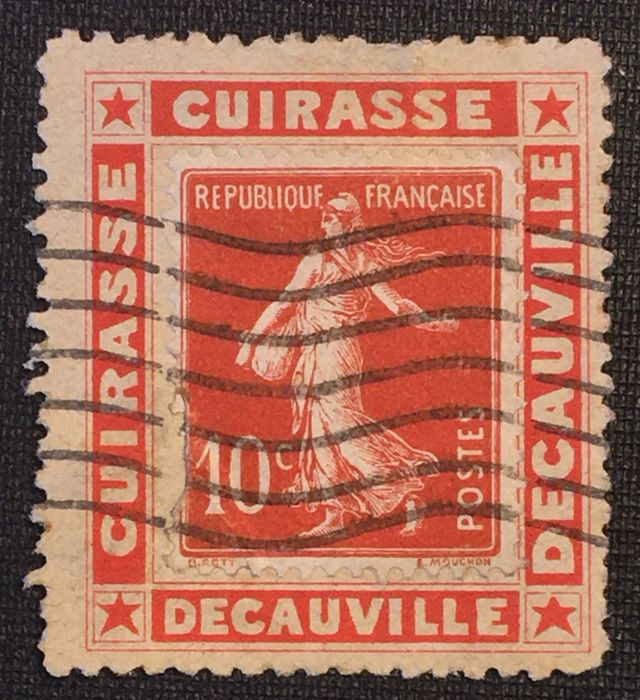
La Cuirasse Decauville auf einem Zierträger unter einer Briefmarke, 1907